# Montefrío
Montefrio is een Spaanse gemeente in de provincie Granada in de regio Andalusië. Montefrio bestaat uit het stadscentrum en enkele verspreide huizen in het omliggende gebergte. Montefrio wordt beschouwd als een gebied met nationale historische waarde.

## Geschiedenis
Montefrio was een van de eerste civilisaties op het Iberisch Schiereiland. Omstreeks het jaar 4500 v.Chr. ontstonden de eerste nederzettingen rond deze plaats. Nu nog zijn daar resten van te vinden, vooral in de zone van de Peña de los Gitanos, op de weg naar Íllora.
De nederzettingen bleven bestaan ondanks de afgelegen ligging van Montefrio, dat omringd wordt door verschillende bergketens. Dat was te danken aan de florerende landbouw met onder andere olijfbomen en veeteelt.
In de Romeinse tijd groeide Montefrio. Verscheidene generaals (zoals Cayo Sempronio en Cayo Flaminio) gebruikten het dorp als strategische enclave om hun kampen op te slaan. Ook na de Romeinse tijd groeide Montefrio door. Onder leiding van de Visigoten werden enkele grotere gebouwen aangelegd, die ook vandaag de dag nog bestaan.
Vanaf 711 begon de Andalusische periode. Montefrio bevond zich in een zone vlak bij de actuele ligplaats, genaamd Hiponova. De koning van Granada zag het gebergte daar als een bron van landbouwproducten en noemde het een van de parels van zijn district. In dat gebied liet hij een groot fort bouwen toen hij zich moest verdedigen tegen de invallen van de Moren. Montefrio verhuisde naar de bescherming van dit fort, en bevond zich vanaf dat moment aan de grens van het Koninkrijk van Granada. Aan Montefrio werd een belangrijke rol toebedeeld in de verdediging van het koninkrijk en het fort werd uitgebreid met een hoge muur en twee wachttorens. Toch werd het veroverd, in het jaar 1445, toen Granada in handen viel van koning Yusuf V.
In 1486 werd Montefrio opnieuw ingenomen, ditmaal door Reyes Catholicos (katholieke koningen). Het was een van de laatste dorpen die veroverd werden, samen met Colomera. Het fort van Montefrio werd omgebouwd tot een kerk. Deze werd voltooid in het jaar 1507. De voortdurende conflicten in Granada hadden de landbouw van Montefrio uitgeput en de bevolking was geslonken tot een minimum. Vanaf die tijd begon het dorp echter weer langzaam te groeien.
Montefrio bereikte het hoogste bevolkingsaantal (10.000 inwoners) tijdens de Spaanse Burgeroorlog (1936-1939), aangezien toen veel mensen naar het platteland verhuisden om uit het heetst van de strijd te blijven.
Vandaag de dag telt Montefrio 6357 inwoners.

## Geografie
Montefrio bevindt zich in het noordoosten van de provincie Granada. Het telt 253.92 km2, met een bevolkingsdichtheid van 23 inwoners per km2. Montefrio bevindt zich op 50.1 km van de provinciehoofdstad Granada. Aangrenzende gemeenten zijn Loja, Íllora, Algarinejo en Villanueva Mesía.

### Klimaat
Montefrio geniet een mediterraan klimaat, met enkele continentale trekken: regenachtige winters, maar niet erg koud, droge, hete zomers, en een zachte lente en herfst, met niet veel regen. Enkele kenmerkende waarden zijn:
- gemiddelde regenval: 631,4 mm
- gemiddelde temperatuur: 15,2 °C
- gemiddelde laagste temperatuur: 8,3 °C
- gemiddelde hoogste temperatuur: 20,4 °C.

### Verbindingen
Montefrio wordt doorkruist door de A-335, die van Alcalá la Real naar Tocón gaat, met een afslag naar Granada. Ook kan men vanuit het dorp via de N-432 naar Puerto Lope, richting Granada gaan. De A-92 leidt naar Huétor Tájar. Ook kunnen Íllora en Algarinejo bereikt worden, via kleinere, lokale wegen.

## Economie
De economie van Montefrio is gebaseerd op landbouw. Het dorp telt rond de 16.000 hectare grond, waarvan bijna alles wordt gebruikt voor olijfbomen. In Montefrio bevinden zich twee coöperaties waar olijfolie geproduceerd wordt.
Rond de 18e eeuw was ook veeteelt een belangrijk onderdeel van de economie van Montefrio. Gaandeweg is het belang van de veeteelt afgenomen. Vandaag de dag worden er alleen nog geiten gehouden, voor de productie van een geitenkaas die in heel Spanje bekend is.
Verder is ook de toeristische sector van enige waarde. Maar, ook al bezit Montefrio een grote historische waarde, het dorp kan zeker niet als toeristische trekpleister beschouwd worden.

## Demografische ontwikkeling
Bron: INE, 1857-2011: volkstellingen
Agrón · 
Alamedilla · 
Albolote · 
Albondón · 
Albuñán · 
Albuñol · 
Albuñuelas · 
Aldeire · 
Alfacar · 
Algarinejo · 
Alhama de Granada · 
Alhendín · 
Alicún de Ortega · 
Almegíjar · 
Almuñécar · 
Alpujarra de la Sierra · 
Alquife · 
Arenas del Rey · 
Armilla · 
Atarfe · 
Baza · 
Beas de Granada · 
Beas de Guadix · 
Benalúa · 
Benalúa de las Villas · 
Benamaurel · 
Bérchules · 
Bubión · 
Busquístar · 
Cacín · 
Cádiar · 
Cájar · 
La Calahorra · 
Calicasas · 
Campotéjar · 
Cáñar · 
Caniles · 
Capileira · 
Carataunas · 
Cástaras · 
Castilléjar · 
Castril · 
Cenes de la Vega · 
Chauchina · 
Chimeneas · 
Churriana de la Vega · 
Cijuela · 
Cogollos de Guadix · 
Cogollos Vega · 
Colomera · 
Cortes de Baza · 
Cortes y Graena · 
Cuevas del Campo · 
Cúllar · 
Cúllar Vega · 
Darro · 
Dehesas de Guadix · 
Dehesas Viejas · 
Deifontes · 
Diezma · 
Dílar · 
Dólar · 
Domingo Pérez de Granada · 
Dúdar · 
Dúrcal · 
Escúzar · 
Ferreira · 
Fonelas · 
Fornes · 
Freila · 
Fuente Vaqueros · 
Las Gabias · 
Galera · 
Gobernador · 
Gójar · 
Gor · 
Gorafe · 
Granada · 
Guadahortuna · 
Guadix · 
Los Guájares · 
Gualchos · 
Güéjar Sierra · 
Güevéjar · 
Huélago · 
Huéneja · 
Huéscar · 
Huétor Santillán · 
Huétor Tájar · 
Huétor Vega · 
Íllora · 
Ítrabo · 
Iznalloz · 
Játar · 
Jayena · 
Jérez del Marquesado · 
Jete · 
Jun · 
Juviles · 
Láchar · 
Lanjarón · 
Lanteira · 
Lecrín · 
Lentegí · 
Lobras · 
Loja · 
Lugros · 
Lújar · 
La Malahá · 
Maracena · 
Marchal · 
Moclín · 
Molvízar · 
Monachil · 
Montefrío · 
Montejícar · 
Montillana · 
Moraleda de Zafayona · 
Morelábor · 
Motril · 
Murtas · 
Nevada · 
Nigüelas · 
Nívar · 
Ogíjares · 
Orce · 
Órgiva · 
Otívar · 
Padul · 
Pampaneira · 
Pedro Martínez · 
Peligros · 
La Peza · 
El Pinar · 
Píñar · 
Pinos Genil · 
Pinos Puente · 
Polícar · 
Polopos · 
Pórtugos · 
Puebla de Don Fadrique · 
Pulianas · 
Purullena · 
Quéntar · 
Rubite · 
Salar · 
Salobreña · 
Santa Cruz del Comercio · 
Santa Fe · 
Soportújar · 
Sorvilán · 
La Taha · 
Torre-Cardela · 
Torrenueva Costa · 
Torvizcón · 
Trevélez · 
Turón · 
Ugíjar · 
Valderrubio · 
El Valle · 
Valle del Zalabí · 
Válor · 
Vegas del Genil · 
Vélez de Benaudalla · 
Ventas de Huelma · 
Villa de Otura · 
Villamena · 
Villanueva de las Torres · 
Villanueva Mesía · 
Víznar · 
Zafarraya · 
Zagra · 
La Zubia · 
Zújar